# Pachycentria vogelkopensis
Pachycentria vogelkopensis är en tvåhjärtbladig växtart som beskrevs av Gudrun Clausing. Pachycentria vogelkopensis ingår i släktet Pachycentria och familjen Melastomataceae. Inga underarter finns listade i Catalogue of Life.